# Штерн, Владимир Аронович
Владимир Аронович Штерн (21 октября 1942, Ташкент, Узбекская ССР — 26 января 2024, Ташкент, Узбекистан) — советский футболист, защитник, тренер. Мастер спорта СССР.
Родился в еврейской семье, по состоянию на 2014 год брат и сестра Владимира жили в Хайфе. 
Некоторое время жил в Кировограде, тренировался у Якова Шкловского. В школе «Пахтакора» тренировался под руководством Сергея Арутюнова, в 1960 играл в дубле. В 1962—1964 выступал за «Пахтакор» / «Политотдел» Ташкентская область. В 1964—1973 годах играл за «Пахтакор», провёл 242 игры, (201 — в высшей лиге), забил один гол — 21 сентября 1967 в гостевом матче против ленинградского «Зенита» (2:2) открыл счёт ударом из центрального круга. В 1973 году был в составе клуба второй лиги «Андижанец», после чего завершил карьеру.
Более двадцати лет возглавлял футбольную школу «Пахтакора», затем — комиссар игр чемпионата Узбекистана.
Финалист Кубка СССР 1967/68.
Скончался в Ташкенте на 82-м году жизни.